# Polioptila lembeyei
La perlita cubana o sinsontillo (Polioptila lembeyei) es una especie de ave paseriforme de la familia Polioptilidae, perteneciente al numeroso género Polioptila. Es endémica de Cuba. Con sus 10 cm de largo es la especie más pequeña de la familia Polioptilidae.

## Distribución y hábitat

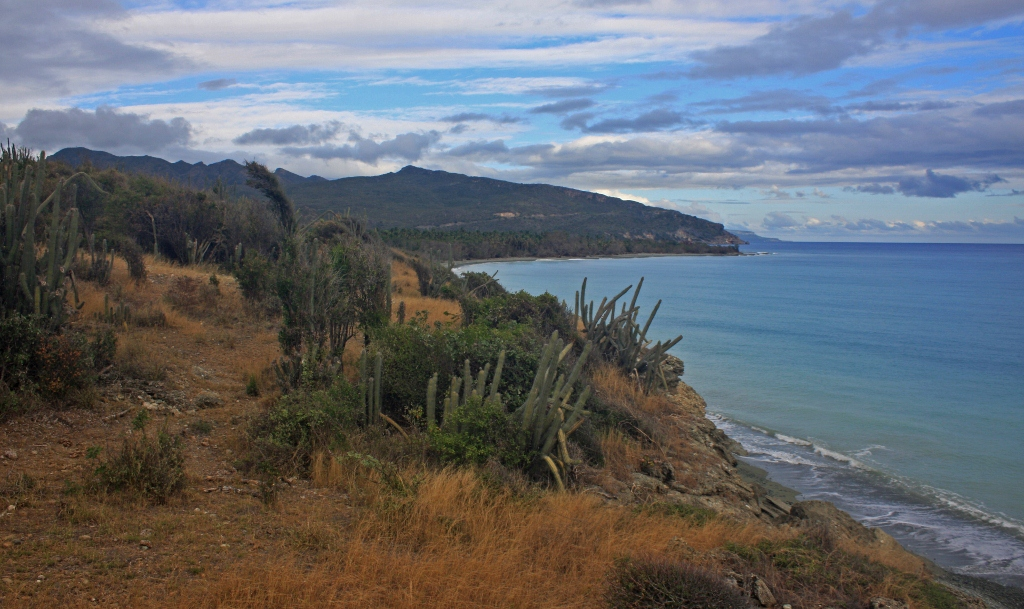
Costa xerófila de la provincia de Guantánamo, ejemplo de hábitat de la especie.

Se encuentra en Cuba, principalmente en la costa norteña (hacia el este desde Cayo Coco), también localmente en la costa sureña (hacia el este desde Cienfuegos). Su principal hábitat natural es el matorral de cactáceas, diseminado por las regiones costeras, y los matorrales espinosos áridos, mayormente por debajo de los 100 m de altitud.

## Sistemática

### Descripción original
La especie P. lembeyei fue descrita por primera vez por el naturalista germano – cubano Juan Cristóbal Gundlach en 1858 bajo el nombre científico Culicivora lembeyei; su localidad tipo es: «este de Cuba».

### Etimología
El nombre genérico femenino «Polioptila» es una combinación de las palabras del griego «polios» que significa ‘gris’, y «ptilon» que significa ‘plumaje’; y el nombre de la especie «lembeyei» conmemora al naturalista español Juan Lembeye (1816-1889).

### Taxonomía
Es monotípica.